# Indira Radić

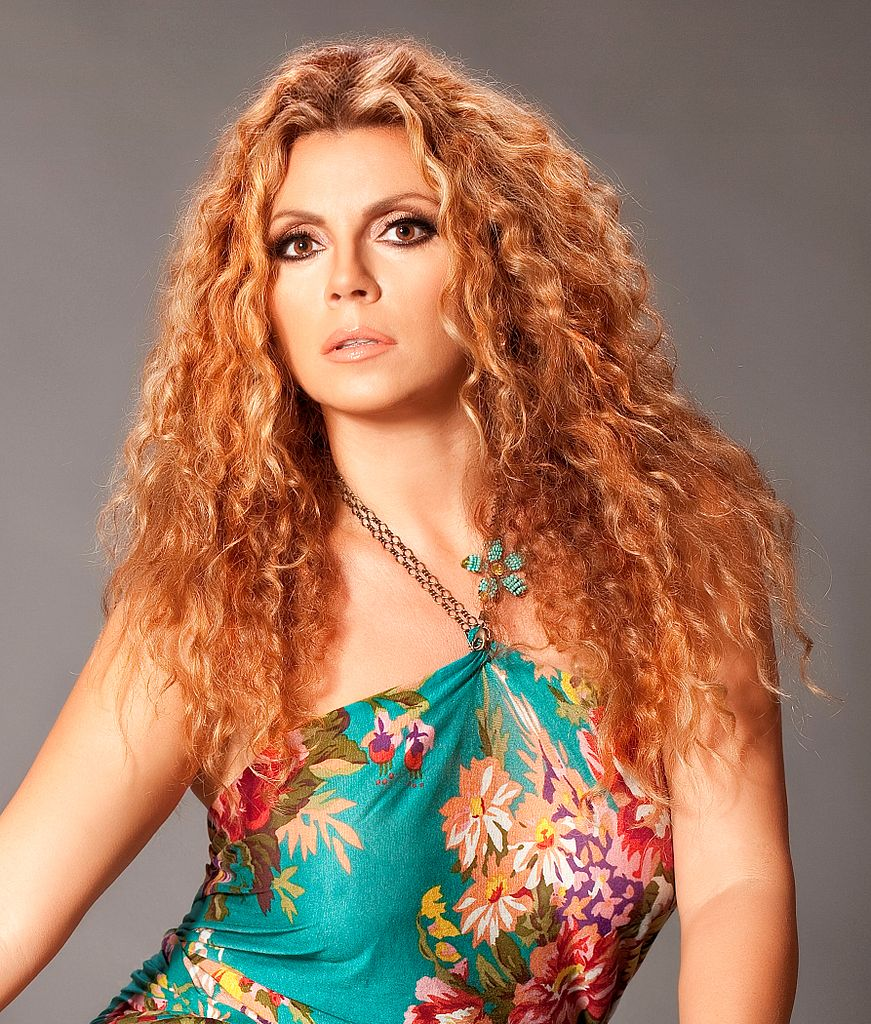
Indira (2011)

Indira Radić (Servisch: Индира Радић), (Doboj,Bosnië en Herzegovina 14 juni 1966) is een turbo-folk zangeres. Haar bijnaam is Shakira met een knipoog.

## Carrière
Zij is geboren in Doboj (Bosnië en Herzegovina) maar toen de oorlog uitbrak in Bosnië is het gezin naar Servië gevlucht. Haar eerste plaat Nagrada i kazna werd uitgebracht in 1992.
Haar tiende album (Zmaj) werd het best verkochte album in Servië en ze was uitgeroepen tot de grootste Balkanmuziek ster in 2004 en 2005. Haar liedjes zijn ook populair in Bulgarije, Griekenland en Oekraïne, en haar grootste hits zijn Moj živote da l si živ (Mijn leven is dat je leeft), Zmaj (Draak), Lopov (Dief), Bio si mi drag (Je was mijn beste), Imali smo, nismo znali (We wisten niet wat we hadden), April (April), Ima tuga ime, ulicu i broj (Mijn verdriet heeft zijn naam straat en nummer), Heroji (Helden) en Zodiac (Zodiak).
Indira Radić is beroemd om haar liefdadigheidswerk en carrière zonder schandalen. In 2009 zij is uitgeroepen tot de grootste Servische gay icoon.

## Discografie (studioalbums)
- Nagrada i kazna (1992)
- Zbog tebe (1993)
- Ugasi me (1994)
- Idi iz života moga (1995)
- Krug (1996)
- Izdajnik (1997)
- Voliš li me ti (1998)
- Milenijum (2000)
- Gde ćemo večeras (2001)
- Pocrnela burma (2002)
- Zmaj (2003)
- Ljubav kad prestane (2005)
- Lepo se provedi (2007)
- Heroji (2008)
- Istok, sever, jug i zapad (2011)
- Niko nije savršen (2015)